# Герб Богородицка
Герб муниципального образования город Богородицк Богородицкого района Тульской области Российской Федерации.
Утверждён Решением Собрания депутатов муниципального образования город Богородицк Богородицкого района № 7-37 от 27 августа 2009 года.
Герб города Богородицка, в соответствии с Законом Тульской области от 21 сентября 2000 года № 206-ЗТО «О гербе Тульской области» (Статья 4, пункт 5), может воспроизводиться в двух равнодопустимых версиях:
— без вольной части;
— с вольной частью — четырёхугольником, примыкающим изнутри к верхнему и правому краю герба города Богородицка с воспроизведёнными в нем фигурами из гербового щита области.
Герб города Богородицка в соответствии с Методическими рекомендациями по разработке и использованию официальных символов муниципальных образований (Раздел 2, Глава VIII, п.п. 45-46), утверждёнными Геральдическим советом при Президенте Российской Федерации 28.06.2006 года может воспроизводиться со статусной короной установленного образца для городского поселения — центра муниципального района.
Герб внесён в Государственный геральдический регистр под регистрационным номером 703.

## Описание и обоснование символики
Геральдическое описание (блазон) гласит:
В серебряном поле девять зеленых стеблей богородицкой травы (трижды по три)Положение о гербе
За основу герба города Богородицка взят исторический герб уездного города Богородицка Тульского наместничества, высочайше утверждённый 8 марта 1778 года (по старому стилю). Подлинное описание исторического герба гласит: «Въ серебряномъ полѣ, разметанныя, девять вѣтвей травы, называемой Богородицкая, для показанія имени сего города».
Восстановление исторического герба города Богородицка показывает внимательное и заботливое отношение местных жителей к своим традициям, истории и культуре.
Богородицкая трава — одно из популярных растений с древних пор использовавшееся в народной медицине, а также в обрядовой культуре русского народа. Распространённая в окрестностях города и перекликающаяся по названию Богородицкая трава в XVIII столетии была помещена на герб, указывая на название города.
Серебро — символ чистоты, совершенства, мира и взаимопонимания.
Зелёный цвет — символ молодости, здоровья, жизненного роста.

## История

### Исторический герб
Исторический герб Богородицка был Высочайше утверждён 8 (19) марта 1778 года императрицей Екатериной II вместе с другими гербами городов Тульского наместничества (ПСЗ, 1778, Закон № 14717)
Герб Богородицка был составлен в Герольдмейстерской конторе под руководством герольдмейстера князя М. М. Щербатова.

### Герб Кёне
В 1863 году, в период геральдической реформы Кёне, был разработан проект нового герба уездного города Богородицка Тульской губернии (официально не утверждён):
В серебряном щите 9 зеленых ветвей Богородичной травы: 3, 3, 3. В вольной части герб Тульской губернии. Щит увенчан серебряной стенчатой короной и окружён золотыми колосьями, соединёнными Александровской лентой
В советский период исторический герб Богородицка не использовался.

### Новое время
23 ноября 2000 года был утверждён и внесён в государственный геральдический регистр герб муниципального образования «Город Богородицк и Богородицкий район». Герб практически полностью повторял исторический герб уездного города 1778 года.
После муниципальной реформы городское поселение «город Богородицк» стало составной частью муниципального образования «Богородицкий район».

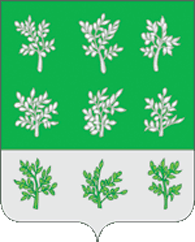
Герб Богородицкого района (2009 года)

27 августа 2009 года на основании Решений № 7-37 Собрания депутатов муниципального образования город Богородицк Богородицкого района от «Об утверждении Положения „О гербе муниципального образования город Богородицк Богородицкого района“ и № 11-64 Совета депутатов Богородицкого района от 20 августа 2009 года — герб, ранее принадлежавший муниципальному образованию „город Богородицк и Богородицкий район“, утверждённый 23 ноября 2000 года, было принято считать гербом муниципального образования город Богородицк с сохранением регистрационного номера.
Восстановление исторического герба Богородицка было произведено при содействии „Союза геральдистов России“.
Авторская группа: идея реконструкции герба — Константин Моченов (Химки), Владимир Гайдуков (Богородицк), Наталья Анзонова (Богородицк); художник и компьютерный дизайн — Сергей Исаев (Москва),Юрий Коржик (Воронеж), Оксана Афанасьева (Москва); обоснование символики — Кирилл Переходенко (Конаково)».
Новый Герб Богородицкого района был утверждён Решением Собрания представителей муниципального образования Богородицкий район от 20 августа 2009 г. № 11-64 «О гербе муниципального образования Богородицкий район». Герб района также был составлен на основании исторического герба города, но имел отличие — серебряную оконечность.